# LOVE 〜winter song〜
「LOVE 〜winter song〜」（ラヴ・ウィンター・ソング）は、福原美穂の4作目のシングル。2008年12月3日発売。

## 解説
- 3か月連続シングルリリース第2弾として、前作「優しい赤」の1か月後に発売された。
- 初回限定生産盤にはタイトル曲のPVとメイキング映像を収めたDVDが付属した紙ジャケット仕様。

## 収録曲

### CD
1. LOVE 〜winter song〜
  - 作詞：福原美穂／作曲：福原美穂・安原兵衛／編曲：安原兵衛
  - TBS系ドラマ日曜劇場『SCANDAL』主題歌
  - 初のドラマ主題歌。自身の2人の妹たちに贈る気持ちで書き上げたクリスマスソング。PVは星の王子さまミュージアムにて撮影。制作当時は夏で、花火大会の日に花火を見ながら書き上げたという。
2. I BELIEVE
  - 作詞：2 SOUL／作曲：福原美穂・2 SOUL／編曲：2 SOUL
  - アクセサリーショップ「PePe 2008 クリスマスコレクション」CMソング
  - 2 SOULとの共作。タイトル曲に続き、本曲もクリスマスソングとなっている。こちらは男性を対象に歌詞が書かれている。
3. All in time
  - 作詞：福原美穂・mavie／作曲：Jonas Jeberg・Nina Woodford・Henrik Jansson／編曲：Jonas Jeberg
  - 楽曲が完成したのは3年前だが、歌詞の変更等は皆無。
4. LOVE 〜winter song〜 (instrumental)

### DVD
1. LOVE 〜winter song〜
2. Making of LOVE 〜winter song〜